# Кутмас
Кутмас — река в России, протекает по Аскинскому и Татышлинскому районам Башкортостана и Чернушинскому району Пермского края. Длина реки составляет 28 км, площадь водосборного бассейна 354 км².
Начинается в урочище Иманкуль у деревни Базанчатово Аскинского района, течёт в общем юго-западном направлении через осиново-берёзовый и елово-липовый лес, а также деревни Новые Казанчи, Башкортостан и Урманкуль. Устье реки находится в 246 км по левому берегу реки Быстрый Танып на высоте 101,5 метра над уровнем моря у Старых Казанчей. Ширина реки около устья Чиулы — 5 метров, глубина — 0,6 метра; ниже устья Туприлы эти параметры равны 9 и 1 метру соответственно.
Объекты перечислены по порядку от устья к истоку.
- 1,2 км: Мута[3] (лв)
- Ямязы (Армиязбаш)[3] (пр)
- Сабан[7] (лв)
- Тупралы[3] (лв)
- 12 км: Тульгуз[3] (лв)
- Малый Есаул[3] (пр)
- Большой Есаул[3] (пр)
- Чиула[3] (пр)
- Улуелга[6] (пр)
- Курзинка[6] (пр)
- Базана[5] (лв)

## Данные водного реестра
По данным государственного водного реестра России относится к Камскому бассейновому округу, водохозяйственный участок реки — Белая от города Бирск и до устья, речной подбассейн реки — Белая. Речной бассейн реки — Кама.
Код объекта в государственном водном реестре — 10010201612111100025803.